# 安东尼夫卡 (赫尔松区)
安东尼夫卡（羅馬化：Antonivka）是烏克蘭南部赫爾松州赫尔松区赫尔松市镇内的市級鎮。處於赫爾松以東的第聶伯河畔，面積15.47平方公里，2011年人口12,790，人口密度每平方公里826.76人。

## 行政地位
截至2020年7月18日，安東尼夫卡屬於赫爾松市。隨著烏克蘭行政區劃改革，赫爾松州的行政區數量減少到五個，安東尼夫卡併入赫爾松區。

## 經濟

### 交通
安東尼夫卡火車站毗鄰此定鎮。位於曾經連接赫爾松和占科伊的鐵路上；然而，在俄羅斯於2014年吞併克里米亞後，客運和貨運列車僅運行至位於普雷奧布拉任卡的瓦迪姆火車站，臨近赫爾松州-克里米亞邊境，客流量稀少。
該定居點建在赫爾松的公路網內，可以沿著M17高速公路和M14高速公路分別通往克里米亞和梅利托波爾。